# Fort McPherson (Nebraska)
Pour les articles homonymes, voir Fort McPherson.
Fort McPherson est un ancien poste militaire de la US Army établi en 1863 au sud de la rivière Platte dans le Territoire du Nebraska. Il joua un rôle important au cours des guerres indiennes jusqu'en 1880, date de son abandon.
Initialement nommé Cantonment McKean, puis connu sous le nom de Fort Cottonwood, il fut officiellement renommé Fort McPherson le 26 février 1866 en l'honneur du major général James B. McPherson.